# Copa Mercosur 1999
De Copa Mercosur 1999 was de tweede editie van deze voetbalcompetitie. Het toernooi stond enkel open voor ploegen uit ploegen uit de vijf zuidelijke landen van Zuid-Amerika: Argentinië, Brazilië, Chili, Paraguay en Uruguay. Ploegen uit het noorden van het continent speelden in de tegenhanger van dit toernooi, de Copa Merconorte. Net als vorige editie werd de finale betwist door twee Braziliaanse ploegen. CR Flamengo versloeg daarin titelverdediger SE Palmeiras.

## Deelnemers
Vijftien ploegen waren na de vorige editie al zeker van deelname aan de Copa Mercosur 1999: dit waren alle deelnemers, met uitzondering van de slechtste ploeg van elk land. De overige vijf plaatsen zouden worden opgevuld met de ploegen die in het afgelopen seizoen landskampioen waren geworden. Indien een landskampioen al zeker was van deelname, dan zou de slechtste deelnemer uit dat land zich alsnog plaatsen.
Uiteindelijk waren vier kampioen al zeker van deelname door hun prestaties in de Copa Mercosur van 1998. De kampioen van Brazilië (SC Corinthians Paulista) was zelf de zwakste Braziliaanse ploeg in 1998 en verving hierdoor als het ware zichzelf. Hierdoor deden dit jaar dezelfde twintig ploegen mee als vorig seizoen.
| Land                          | Deelnemer                 | Kwalificatie                    | Deelnames | Beste resultaat      |
| ----------------------------- | ------------------------- | ------------------------------- | --------- | -------------------- |
| Brazilië (CBF) 7 deelnemers   | SC Corinthians Paulista   | Kampioen                        | 1         | Groepsfase (1998)    |
| Brazilië (CBF) 7 deelnemers   | Cruzeiro EC               | Copa Mercosur 1998              | 1         | Finale (1998)        |
| Brazilië (CBF) 7 deelnemers   | CR Flamengo               | Copa Mercosur 1998              | 1         | Groepsfase (1998)    |
| Brazilië (CBF) 7 deelnemers   | Grêmio FBPA               | Copa Mercosur 1998              | 1         | Groepsfase (1998)    |
| Brazilië (CBF) 7 deelnemers   | SE Palmeiras              | Copa Mercosur 1998              | 1         | Winnaar (1998)       |
| Brazilië (CBF) 7 deelnemers   | São Paulo FC              | Copa Mercosur 1998              | 1         | Groepsfase (1998)    |
| Brazilië (CBF) 7 deelnemers   | CR Vasco da Gama          | Copa Mercosur 1998              | 1         | Groepsfase (1998)    |
| Argentinië (AFA) 6 deelnemers | CA Boca Juniors           | Kampioen (+ Copa Mercosur 1998) | 1         | Kwartfinale (1998)   |
| Argentinië (AFA) 6 deelnemers | Racing Club               | Copa Mercosur 1998              | 1         | Kwartfinale (1998)   |
| Argentinië (AFA) 6 deelnemers | CA River Plate            | Copa Mercosur 1998              | 1         | Kwartfinale (1998)   |
| Argentinië (AFA) 6 deelnemers | CA San Lorenzo de Almagro | Copa Mercosur 1998              | 1         | Halve finale (1998)  |
| Argentinië (AFA) 6 deelnemers | CA Vélez Sarsfield        | Copa Mercosur 1998              | 1         | Kwartfinale (1998)   |
| Argentinië (AFA) 6 deelnemers | CA Independiente          | Opgevist                        | 1         | Groepsfase (1998)    |
| Chili (FFCh) 3 deelnemers     | CSD Colo-Colo             | Kampioen (+ Copa Mercosur 1998) | 1         | Groepsfase (1998)    |
| Chili (FFCh) 3 deelnemers     | CD Universidad Católica   | Copa Mercosur 1998              | 1         | Groepsfase (1998)    |
| Chili (FFCh) 3 deelnemers     | Club Universidad de Chile | Opgevist                        | 1         | Groepsfase (1998)    |
| Paraguay (APF) 2 deelnemers   | Club Olimpia              | Kampioen (+ Copa Mercosur 1998) | 1         | Halve finales (1998) |
| Paraguay (APF) 2 deelnemers   | Club Cerro Porteño        | Opgevist                        | 1         | Groepsfase (1998)    |
| Uruguay (AUF) 2 deelnemers    | Club Nacional de Football | Kampioen (+ Copa Mercosur 1998) | 1         | Groepsfase (1998)    |
| Uruguay (AUF) 2 deelnemers    | CA Peñarol                | Opgevist                        | 1         | Groepsfase (1998)    |

## Toernooi-opzet
De twintig deelnemende clubs werden verdeeld in vijf groepen van vier teams. In de groepsfase speelde elk team twee keer (thuis en uit) tegen de drie tegenstanders. De groepswinnaars plaatsten zich voor de knock-outfase, samen met drie beste nummers twee. De kwartfinales en de halve finales bestonden uit een thuis- en een uitduel. Het team dat de meeste doelpunten maakte plaatste zich voor de volgende ronde. Bij een gelijke stand werden er strafschoppen genomen. De finale werd in een soort best-of-three gespeeld: indien beide ploegen één duel wonnen (of beide duels eindigden gelijk), dan werd er een beslissingswedstrijd gespeeld.

### Groepsfase
De groepsfase vond plaats tussen 27 juli en 7 oktober. De groepswinnaars plaatsten zich voor de kwartfinales, samen met de drie beste nummers twee.

#### Groep A
De duels tussen Cruzeiro EC en CA River Plate telden tevens mee voor de Recopa Sudamericana 1998.
| Datum   | Team        | Score | Team        |
| ------- | ----------- | ----- | ----------- |
| 27 juli | River Plate | 3 - 3 | Palmeiras   |
| 3 aug.  | Cruzeiro    | 2 - 0 | River Plate |
| 5 aug.  | Palmeiras   | 7 - 0 | Racing      |
| 12 aug. | River Plate | 4 - 0 | Racing      |
| 26 aug. | Palmeiras   | 2 - 2 | Cruzeiro    |
| 1 sep.  | Cruzeiro    | 2 - 0 | Racing      |
| 2 sep.  | Palmeiras   | 3 - 0 | River Plate |
| 9 sep.  | Racing      | 2 - 4 | Palmeiras   |
| 15 sep. | Racing      | 0 - 4 | Cruzeiro    |
| 23 sep. | River Plate | 0 - 3 | Cruzeiro    |
| 6 okt.  | Racing      | 0 - 1 | River Plate |
| 7 okt.  | Cruzeiro    | 3 - 0 | Palmeiras   |

| Nr. | Club           | Wedstrijden | Wedstrijden | Wedstrijden | Wedstrijden | Doelpunten | Doelpunten | Doelpunten | Punten |
| --- | -------------- | ----------- | ----------- | ----------- | ----------- | ---------- | ---------- | ---------- | ------ |
| Nr. | Club           | G           | W           | G           | V           | V          | T          | Saldo      | Punten |
| 1   | Cruzeiro EC    | 6           | 5           | 1           | 0           | 16         | 2          | +14        | 16     |
| 2   | SE Palmeiras   | 6           | 3           | 2           | 1           | 19         | 10         | +9         | 11     |
| 3   | CA River Plate | 6           | 2           | 1           | 3           | 8          | 11         | −3         | 7      |
| 4   | Racing Club    | 6           | 0           | 0           | 6           | 2          | 22         | −20        | 0      |

#### Groep B
| Datum   | Team            | Score         | Team            |
| ------- | --------------- | ------------- | --------------- |
| 28 juli | Corinthians     | 1 - 2         | Independiente   |
| 28 juli | Vélez Sarsfield | 1 - 1         | Grêmio          |
| 5 aug.  | Independiente   | 1 - 1         | Vélez Sarsfield |
| 10 aug. | Vélez Sarsfield | 0 - 3         | Corinthians     |
| 11 aug. | Grêmio          | 2 - 0         | Independiente   |
| 24 aug. | Grêmio          | 1 - 0         | Vélez Sarsfield |
| 27 aug. | Grêmio          | 0 - 0         | Corinthians     |
| 1 sep.  | Vélez Sarsfield | 0 - 0 (gest.) | Independiente   |
| 16 sep. | Corinthians     | 4 - 1         | Grêmio          |
| 21 sep. | Vélez Sarsfield | 1 - 1         | Independiente   |
| 28 sep. | Independiente   | 2 - 0         | Corinthians     |
| 5 okt.  | Corinthians     | 2 - 0         | Vélez Sarsfield |
| 5 okt.  | Independiente   | 1 - 0         | Grêmio          |

| Nr. | Club                    | Wedstrijden | Wedstrijden | Wedstrijden | Wedstrijden | Doelpunten | Doelpunten | Doelpunten | Punten |
| --- | ----------------------- | ----------- | ----------- | ----------- | ----------- | ---------- | ---------- | ---------- | ------ |
| Nr. | Club                    | G           | W           | G           | V           | V          | T          | Saldo      | Punten |
| 1   | CA Independiente        | 6           | 3           | 2           | 1           | 7          | 5          | +2         | 11     |
| 2   | SC Corinthians Paulista | 6           | 3           | 1           | 2           | 10         | 5          | +5         | 10     |
| 3   | Grêmio FBPA             | 6           | 2           | 2           | 2           | 5          | 6          | −1         | 8      |
| 4   | CA Vélez Sarsfield      | 6           | 0           | 3           | 3           | 3          | 9          | −6         | 3      |

#### Groep C
| Datum   | Team                 | Score | Team                 |
| ------- | -------------------- | ----- | -------------------- |
| 29 juli | Universidad Católica | 1 - 0 | San Lorenzo          |
| 31 juli | Boca Juniors         | 5 - 1 | São Paulo            |
| 4 aug.  | San Lorenzo          | 1 - 0 | Boca Juniors         |
| 11 aug. | Universidad Católica | 0 - 3 | São Paulo            |
| 25 aug. | São Paulo            | 4 - 1 | San Lorenzo          |
| 26 aug. | Boca Juniors         | 1 - 0 | Universidad Católica |
| 7 sep.  | San Lorenzo          | 4 - 0 | Universidad Católica |
| 8 sep.  | São Paulo            | 1 - 1 | Boca Juniors         |
| 22 sep. | São Paulo            | 2 - 0 | Universidad Católica |
| 22 sep. | Boca Juniors         | 0 - 1 | San Lorenzo          |
| 7 okt.  | San Lorenzo          | 1 - 0 | São Paulo            |
| 7 okt.  | Universidad Católica | 1 - 3 | Boca Juniors         |

| Nr. | Club                 | Wedstrijden | Wedstrijden | Wedstrijden | Wedstrijden | Doelpunten | Doelpunten | Doelpunten | Punten |
| --- | -------------------- | ----------- | ----------- | ----------- | ----------- | ---------- | ---------- | ---------- | ------ |
| Nr. | Club                 | G           | W           | G           | V           | V          | T          | Saldo      | Punten |
| 1   | CA San Lorenzo de A. | 6           | 4           | 0           | 2           | 8          | 5          | +3         | 12     |
| 2   | CA Boca Juniors      | 6           | 3           | 1           | 2           | 10         | 5          | +5         | 10     |
| 3   | São Paulo FC         | 6           | 3           | 1           | 2           | 11         | 8          | +3         | 10     |
| 4   | CD Univ. Católica    | 6           | 1           | 0           | 5           | 2          | 13         | −11        | 3      |

#### Groep D
| Datum   | Team          | Score | Team          |
| ------- | ------------- | ----- | ------------- |
| 28 juli | Nacional      | 3 - 1 | Cerro Porteño |
| 29 aug. | Peñarol       | 2 - 1 | Vasco da Gama |
| 3 aug.  | Vasco da Gama | 1 - 0 | Nacional      |
| 11 aug. | Cerro Porteño | 2 - 2 | Peñarol       |
| 24 aug. | Cerro Porteño | 1 - 1 | Vasco da Gama |
| 25 aug. | Peñarol       | 0 - 0 | Vasco da Gama |
| 31 aug. | Vasco da Gama | 1 - 1 | Peñarol       |
| 7 sep.  | Nacional      | 3 - 0 | Vasco da Gama |
| 14 sep. | Peñarol       | 3 - 2 | Cerro Porteño |
| 29 sep. | Cerro Porteño | 2 - 3 | Nacional      |
| 5 okt.  | Vasco da Gama | 5 - 1 | Cerro Porteño |
| 5 okt.  | Nacional      | 1 - 2 | Peñarol       |

| Nr. | Club                | Wedstrijden | Wedstrijden | Wedstrijden | Wedstrijden | Doelpunten | Doelpunten | Doelpunten | Punten |
| --- | ------------------- | ----------- | ----------- | ----------- | ----------- | ---------- | ---------- | ---------- | ------ |
| Nr. | Club                | G           | W           | G           | V           | V          | T          | Saldo      | Punten |
| 1   | CA Peñarol          | 6           | 3           | 3           | 0           | 10         | 7          | +3         | 12     |
| 2   | Club Nacional de F. | 6           | 3           | 1           | 2           | 10         | 6          | +4         | 10     |
| 3   | CR Vasco da Gama    | 6           | 2           | 2           | 2           | 9          | 8          | +1         | 8      |
| 4   | Club Cerro Porteño  | 6           | 0           | 2           | 4           | 9          | 17         | −8         | 2      |

#### Groep E
| Datum   | Team                 | Score | Team                 |
| ------- | -------------------- | ----- | -------------------- |
| 27 juli | Flamengo             | 2 - 1 | Olimpia              |
| 28 aug. | Universidad de Chile | 0 - 2 | Colo-Colo            |
| 4 aug.  | Olimpia              | 2 - 1 | Universidad de Chile |
| 4 aug.  | Colo-Colo            | 0 - 4 | Flamengo             |
| 12 aug. | Colo-Colo            | 1 - 0 | Olimpia              |
| 26 aug. | Universidad de Chile | 2 - 0 | Flamengo             |
| 8 sep.  | Olimpia              | 3 - 1 | Flamengo             |
| 9 sep.  | Colo-Colo            | 0 - 0 | Universidad de Chile |
| 15 sep. | Universidad de Chile | 1 - 2 | Olimpia              |
| 21 sep. | Flamengo             | 2 - 2 | Colo-Colo            |
| 7 okt.  | Flamengo             | 7 - 0 | Universidad de Chile |
| 7 okt.  | Olimpia              | 2 - 1 | Colo-Colo            |

| Nr. | Club                | Wedstrijden | Wedstrijden | Wedstrijden | Wedstrijden | Doelpunten | Doelpunten | Doelpunten | Punten |
| --- | ------------------- | ----------- | ----------- | ----------- | ----------- | ---------- | ---------- | ---------- | ------ |
| Nr. | Club                | G           | W           | G           | V           | V          | T          | Saldo      | Punten |
| 1   | Club Olimpia        | 6           | 4           | 0           | 2           | 10         | 7          | +7         | 12     |
| 2   | CR Flamengo         | 6           | 3           | 1           | 2           | 16         | 8          | +8         | 10     |
| 3   | CSD Colo-Colo       | 6           | 2           | 2           | 2           | 6          | 8          | −2         | 8      |
| 4   | Club Univ. de Chile | 6           | 1           | 1           | 4           | 4          | 13         | −9         | 4      |

#### Rangschikking tweede plaatsen
Omdat SC Corinthians Paulista en CA Boca Juniors gelijk eindigden op zowel punten, doelsaldo en gemaakte doelpunten, werd er geloot welke ploeg zich kwalificeerde als betere nummer twee. Corinthians won de loting en plaatste zich voor de kwartfinales.
| Nr. | Club                | Wedstrijden | Wedstrijden | Wedstrijden | Wedstrijden | Doelpunten | Doelpunten | Doelpunten | Punten |
| --- | ------------------- | ----------- | ----------- | ----------- | ----------- | ---------- | ---------- | ---------- | ------ |
| Nr. | Club                | G           | W           | G           | V           | V          | T          | Saldo      | Punten |
| 1   | SE Palmeiras (A)    | 6           | 3           | 2           | 1           | 19         | 10         | +9         | 11     |
| 2   | CR Flamengo (E)     | 6           | 3           | 1           | 2           | 16         | 8          | +8         | 10     |
| 3   | SC Corinthians (B)  | 6           | 3           | 1           | 2           | 10         | 5          | +5         | 10     |
| 4   | CA Boca Juniors (C) | 6           | 3           | 1           | 2           | 10         | 5          | +5         | 10     |
| 5   | Club Nacional (D)   | 6           | 3           | 1           | 2           | 10         | 6          | +4         | 10     |

### Knock-outfase
|  | Kwartfinale | Kwartfinale               | Kwartfinale  | Kwartfinale  | Kwartfinale |   |              | Halve finale              | Halve finale | Halve finale | Halve finale | Halve finale |  |  | Finale (best-of-3) | Finale (best-of-3) | Finale (best-of-3) | Finale (best-of-3) | Finale (best-of-3) |
|  |             |                           |              |              |             |   |              |                           |              |              |              |              |  |  |                    |                    |                    |                    |                    |
|  | B1          | CA Independiente          | 1            | 0            | 1           |   |              |                           |              |              |              |              |  |  |                    |                    |                    |                    |                    |
|  | E2          | CR Flamengo               | 1            | 4            | 5           |   |              |                           |              |              |              |              |  |  |                    |                    |                    |                    |                    |
|  | E2          | CR Flamengo               | 1            | 4            | 5           |   | E2           | CR Flamengo               | 3            | 2            | 5            |              |  |  |                    |                    |                    |                    |                    |
|  |             |                           |              |              |             |   | E2           | CR Flamengo               | 3            | 2            | 5            |              |  |  |                    |                    |                    |                    |                    |
|  |             | D1                        | CA Peñarol   | 0            | 3           | 3 |              |                           |              |              |              |              |  |  |                    |                    |                    |                    |                    |
|  | E1          | D1                        | CA Peñarol   | 0            | 3           | 3 | Club Olimpia | 1                         | 0            | 1            |              |              |  |  |                    |                    |                    |                    |                    |
|  | E1          |                           |              |              |             |   | Club Olimpia | 1                         | 0            | 1            |              |              |  |  |                    |                    |                    |                    |                    |
|  | D1          | CA Peñarol                | 0            | 3            | 3           |   |              |                           |              |              |              |              |  |  |                    |                    |                    |                    |                    |
|  |             |                           |              |              |             |   |              |                           |              |              |              |              |  |  | E2                 | CR Flamengo        | 4                  | 3                  |                    |
|  |             |                           | A2           | SE Palmeiras | 3           | 3 |              |                           |              |              |              |              |  |  |                    |                    |                    |                    |                    |
|  | C1          | CA San Lorenzo de Almagro | 2            | 2            | 4           |   |              |                           |              |              |              |              |  |  |                    |                    |                    |                    |                    |
|  | B2          | SC Corinthians Paulista   | 1            | 1            | 2           |   |              |                           |              |              |              |              |  |  |                    |                    |                    |                    |                    |
|  | B2          | SC Corinthians Paulista   | 1            | 1            | 2           |   | C1           | CA San Lorenzo de Almagro | 1            | 0            | 1            |              |  |  |                    |                    |                    |                    |                    |
|  |             |                           |              |              |             |   | C1           | CA San Lorenzo de Almagro | 1            | 0            | 1            |              |  |  |                    |                    |                    |                    |                    |
|  |             | A2                        | SE Palmeiras | 0            | 3           | 3 |              |                           |              |              |              |              |  |  |                    |                    |                    |                    |                    |
|  | A2          | A2                        | SE Palmeiras | 0            | 3           | 3 | SE Palmeiras | 7                         | 0            | 7            |              |              |  |  |                    |                    |                    |                    |                    |
|  | A2          |                           |              |              |             |   | SE Palmeiras | 7                         | 0            | 7            |              |              |  |  |                    |                    |                    |                    |                    |
|  | A1          | Cruzeiro EC               | 3            | 2            | 5           |   |              |                           |              |              |              |              |  |  |                    |                    |                    |                    |                    |

### Kwartfinales
De eerste drie wedstrijden werden gespeeld op 20-22 oktober (heen) en op 27 en 29 oktober (terug). De wedstrijden tussen Independiente en Flamengo werden gespeeld op 2 en 5 november.
| Team 1                    | Tot.  | Team 2                  | 1e wedstr. | 2e wedstr. |
| ------------------------- | ----- | ----------------------- | ---------- | ---------- |
| Club Olimpia              | 1 - 3 | CA Peñarol              | 1 - 0      | 0 - 3      |
| CA San Lorenzo de Almagro | 4 - 2 | SC Corinthians Paulista | 2 - 1      | 2 - 1      |
| SE Palmeiras              | 7 - 5 | Cruzeiro EC             | 7 - 3      | 0 - 2      |
| CA Independiente          | 1 - 5 | CR Flamengo             | 1 - 1      | 0 - 4      |

### Halve finales
De wedstrijden van de eerste halve finale werden gespeeld op 18 november en 7 december. De wedstrijden van de tweede halve finale vonden plaats op 25 november en 9 december.
| Team 1                    | Tot.  | Team 2       | 1e wedstr. | 2e wedstr. |
| ------------------------- | ----- | ------------ | ---------- | ---------- |
| CA San Lorenzo de Almagro | 1 - 3 | SE Palmeiras | 1 - 0      | 0 - 3      |
| CR Flamengo               | 5 - 3 | CA Peñarol   | 3 - 0      | 2 - 3      |

### Finale
|                  |                                            |       |                                                | |
| 16 december 1999 | CR Flamengo                                | 4 - 3 | SE Palmeiras                                   | Estádio Jornalista Mário Filho, Rio de Janeiro Toeschouwers: 13.414 Scheidsrechter: Wilson Mendonça (Brazilië) |
| 16 december 1999 | Juan 6' Caio Ribeiro 70', 75' Reinaldo 85' |       | 43' Junior Baiano 68' Asprilla 73' Paulo Nunes | Estádio Jornalista Mário Filho, Rio de Janeiro Toeschouwers: 13.414 Scheidsrechter: Wilson Mendonça (Brazilië) |

|                  |                                      |       |                                            | |
| 20 december 1999 | SE Palmeiras                         | 3 - 3 | CR Flamengo                                | Estádio Palestra Itália, São Paulo Toeschouwers: 32.000 Scheidsrechter: Luciano Almeida (Brazilië) |
| 20 december 1999 | Arce 21' (pen.), 58' Paulo Nunes 66' |       | 46' Caio Ribeiro 56' Rodrigo Mendes 83' Lê | Estádio Palestra Itália, São Paulo Toeschouwers: 32.000 Scheidsrechter: Luciano Almeida (Brazilië) |

CR Flamengo wint met 4-1 op basis van wedstrijdpunten.
| Winnaar Copa Mercosur 1999 |
| -------------------------- |
| CR Flamengo 1e titel       |

Copa Merconorte: 1998 · 1999 · 2000 · 2001

Copa Mercosur: 1998 · 1999 · 2000 · 2001